# Jサテライトリーグ
Jサテライトリーグ（ジェイ サテライトリーグ）は、かつて存在していたJリーグのリザーブチーム（控えメンバー）によるリーグ戦。公式戦出場の少ない若手選手に実戦機会を提供することを目的に実施された。

## 概要
Jリーグ創設と同時期の1992年に開始した。Jリーグ参加クラブのトップチーム登録選手（2種登録選手・特別指定選手含む）、二種チームに所属し二種登録されておらず、事前にJリーグが承認した選手、JFA登録完了済の練習生（1名のみ）が参加する。
試合への入場料は無料。一部では有料試合を行っていたが、その場合でもトップの料金と比べればかなり割安だった。また、一部クラブではホームゲーム入場者にプレゼントを配るところもあった。
2009年に一旦終了し、一部レギュレーションを変更して2016年に復活したものの翌2017年限りで終了。2021年から事実上の後継となるJエリートリーグが開始された。

## 沿革

### 2009年まで
Jサテライトリーグ開始当初は、すべてのJリーグ加盟チームの参加が必須とされた。また、ジャパンフットボールリーグ（旧JFL）で活動するJリーグ準会員クラブチームは参加が任意とされ、一部のチームが参加した。1999年にJリーグが2部制に移行すると、J1のチームが参加必須、J2のチームは任意参加となった。
リーグ形式は、いくつかのグループに分かれたホーム・アンド・アウェーの2回戦総当たり戦。年度によっては全参加チーム総当りの年、あるいは複数のグループに分けたリーグ戦の後、上位クラブによる決勝トーナメントを行ったことがあったが、末期はグループリーグのみで全体の優勝決定戦は行っていなかった。
出場選手は、原則として23歳以下の選手で構成される事となっているが、ゴールキーパーについては特に年齢制限を設けていない。また、フィールドプレーヤーでも1試合数人程度24歳以上のオーバーエイジ選手の出場が認められている他、2種登録選手（ユース=高校生年代）のうちJリーグに届出を済ませた選手（人員定員なし。トップチームは1チームに付き5人まで）も出場できるようになっていた。

### 2009年の中止
実戦経験の乏しい若手育成目的で始まったJサテライトリーグだが、練習試合と変わらない状況で真剣勝負の場になっておらず、2000年代中期以降日本サッカー協会が18歳から20歳の強化を進める中で、リーグの存在自体を疑問視されるようになった。また、サテライト組織とは別に第1種のアマチュアチーム（リザーブチーム）を地域リーグあるいは都道府県リーグに参加させるJリーグクラブも出てくるようになった。
さらには、主にAFCチャンピオンズリーグ（ACL）との兼ね合いと土日分散開催の影響で日程調整が困難となっており、2009年シーズンはついに全日程を消化せずにリーグを打ち切らざるを得なかった。また景気低迷の影響で各チームとも経費削減が急務となっていることもあり、2009年限りで開催が終了することとなった。

### 地域ごとの育成リーグ
Jサテライトリーグが廃止される2010年頃から、次のような第1種の年代を対象とした地域ごとの育成リーグ戦が実施された。
| 地域       | リーグ名称                         | 開始年 | 終了年 | 備考                                               |
| ---------- | ---------------------------------- | ------ | ------ | -------------------------------------------------- |
| 北海道     | 北海道チャンピオンズスーパーリーグ | 2008   | 2009   |                                                    |
| 北海道     | コンサドーレナイターリーグ         | 2010   |        |                                                    |
| 宮城県     | みやぎチャレンジリーグ             | 2010   | 2010   | 2011年以降は開催されず                             |
| 関西       | 関西ステップアップリーグ           | 2010   | 2014   | 2015年から関西学生選抜がJクラブと2試合ずつ行う方式 |
| 中国・四国 | 中四国サテライトリーグ             | 2010   | 2011   | 2012年以降は開催されず                             |
| 九州       | 九州チャレンジャーズリーグ         | 2009   |        |                                                    |

### 2016-17年
U-23チームのJ3参戦とは別の18歳から23歳の若手の実戦経験確保策として、2016年シーズンからはJサテライトリーグを復活させることが発表された。Jリーグが間に立ちながら各クラブで日程を調整し、控え組同士による準公式戦を行うという「育成マッチデー」構想 を具現化したもので、休止前の「J1全クラブ参加」から「希望するクラブの任意参加」に変更された。
復活後のレギュレーション としては、リーグ戦を戦う期間に試合日が設定され（おおむねトップチームリーグ戦の翌日）、90分間（前後半各45分）の試合を行い、勝敗が決しない場合は引き分けとする。1チーム18名以内のエントリーが可能で、試合中の選手の交代は7名以内とされた。累積警告2回で次節出場停止となる。全チームの総当たりとはせず、ホーム・アンド・アウェーの原則も設けない。各チームの試合数が異なることから順位の決定も行わないこととなった。
2016年は、ベガルタ仙台、鹿島アントラーズ、川崎フロンターレ、横浜F・マリノス、湘南ベルマーレ、アルビレックス新潟、名古屋グランパスエイト、ヴィッセル神戸、サンフレッチェ広島F.Cの9クラブが参加した。24試合（各チーム5-7試合ずつ）が設定されたが、クラブ側の事情などでシーズン中盤以降で6試合が中止となった。
2017年は、ベガルタ仙台、湘南ベルマーレ、アルビレックス新潟、清水エスパルス、サンフレッチェ広島の5クラブで開催されることが決定した。10試合が設定された。
2018年から19年まではJサテライトリーグをリニューアルする形での新たな育成策として「Jリーグ育成マッチデー」が開催された。

### 2020年
2021年からはJエリートリーグが開始された。